# الدیس
الدیس در یمن است که در استان حضرموت واقع شده‌است.